# Rozalia Kiepska
Rozalia Kiepska (Babka Kiepska) – postać fikcyjna, bohaterka komediowego serialu telewizyjnego Świat według Kiepskich. W rolę tę wcielała się Krystyna Feldman.

## Charakterystyka postaci
Rozalia Kiepska była rencistką, matką Haliny, babcią Waldemara i Marioli, teściową Ferdynanda. Mieszkała ze swoją córką i resztą rodziny w starej kamienicy we Wrocławiu, na osiedlu Kosmonautów, przy ulicy Ćwiartki 3/4. Babka była przebiegła i złośliwa, lecz na tle innych bohaterów serialu wykazuje rozsądek.
Mimo że była matką Haliny, Babka w większości odcinków nazywała się Rozalia Kiepska. W niektórych odcinkach nosiła nazwisko Małolepsza, Wspaniała lub Kopeć.